# Ornithogalum
- Commons
- Wikispecies

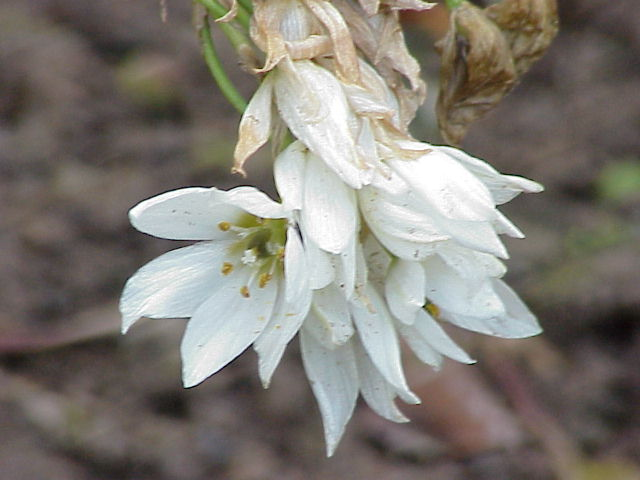
Ornithogalum thyrsoides

Ornithogalum L. (vernacular, ornitógalo) é um gênero da família Asparagaceae.

## Sinonímia
| - Albuca L. - Avonsera Speta - Battandiera Maire - Cathissa Salisb. - Coilonox Raf. - Dipcadi Medik. - Eliokarnos Raf. - Elsiea F. M. Leight. - Galtonia Decne. | - Honorius Gray - Lindneria T. Durand & Lubbers - Loncomelos Raf. - Melomphis Raf. - Neopatersonia Schönland - Pseudogaltonia (Kuntze) Engl. - Stellarioides Medik. - Uropetalon Burch. ex Ker Gawl. - Zahariadia Speta |

## Espécies
| - Ornithogalum amphibolum - Ornithogalum angustifolium - Ornithogalum arabicum - Ornithogalum armeniacum - Ornithogalum atticum - Ornithogalum boucheanum - Ornithogalum caudatum - Ornithogalum comosum - Ornithogalum concinnum - Ornithogalum costatum - Ornithogalum creticum - Ornithogalum exaratum - Ornithogalum exscapum - Ornithogalum fimbriatum - Ornithogalum fischeranum - Ornithogalum gussonei | - Ornithogalum montanum - Ornithogalum monticola - Ornithogalum narbonense - Ornithogalum oligophyllum - Ornithogalum oreoides - Ornithogalum orthophyllum - Ornithogalum ponticum - Ornithogalum prasinantherum - Ornithogalum pyramidale - Ornithogalum pyrenaicum - Ornithogalum refractum - Ornithogalum reverconii - Ornithogalum sibthorpii - Ornithogalum sphaerocarpum - Ornithogalum umbellatum |

- Lista completa

## Classificação do gênero
| Sistema | Classificação                     | Referência               |
| ------- | --------------------------------- | ------------------------ |
| Linné   | Classe Hexandria, ordem Monogynia | Species plantarum (1753) |